# Чмихалов Олександр Валентинович
Олекса́ндр Валенти́нович Чмиха́лов (5 вересня 1986, Білогірськ, Кримська область—17 серпня 2015, Київ, Україна) — український актор театру та озвучення.

## Біографія
Народився 5 вересня 1986 року в Білогірську.
У 2008 році закінчив Київський національний університет культури і мистецтв (курс Петра Ільченка та К. В. Пивоварової).
З 2008—2015 роках актор Київського академічного театру юного глядача на Липках.
Помер 17 серпня 2015 року у Києві.

## Театральні роботи
Київський академічний театр юного глядача на Липках
- 2002 — «Ромео і Джульєтта» В. Шекспіра; реж. Віктор Гирич
- 2004 — «Фігаро (Шалений день)» П. Бомарше; реж. Віктор Гирич
- 2014 — «Чарівні сабінянки» Л. Андреєва; реж. Максим Михайліченко — Агріппа
- «Дванадцять місяців» — Вересень / Глашатай
- «Добрий Хортон» Ю. Чеповецького; реж. Максим Михайліченко — Папуга
- «Догоридригом» Ксенії Драгунської; реж. Вікторія Філончук — Розбійник
- «Зеленими пагорбами океану» Сергія Козлова; реж. Максим Михайліченко — Крук
- «Король Дроздобород» Гейнца Чеховськи; реж. Віктор Гирич — Солдат
- «Ляльковий дім» Г. Ібсена; реж. Костянтин Дубінін — Посильний
- «Полліанна» Е. Портер; реж. Віктор Гирич
- «Пригоди Тома Сойєра» М. Твена; реж. Костянтин Дубінін — Адвокат
- «Романтик з планети eBay» — Школяр / Ведучий
- «Снігова королева» Г. Андерсена; реж. Віктор Гирич — Троль / Розбійник
- «Шинель» М. Гоголя; реж. Олег Мельничук — Фантом
- «Привид замку Кентервіль» О. Уайльда — Джеймс Кентервіль
- «Чарівна Пеппі» А. Ліндгрен; реж. Віктор Гирич — Поліцейський
- «Над прірвою…» — Роберт Еклі / Горвіц

Київська академічна майстерня театрального мистецтва «Сузір'я»
- «Розмова, якої не було» Родіона Білецького; реж. Вікторія Філончук — Ігор Зорін[2]

## Фільмографія
| Рік  | Назва (країна)                        | Роль (серія)                            | Режисер                       |
| ---- | ------------------------------------- | --------------------------------------- | ----------------------------- |
| 2010 | т/с «По закону» (Україна)             | свідок (епізод)                         | Максим Мехеда                 |
| 2010 | т/с"Брат за брата" (Росія-Україна)    | хуліган (епізод)                        | Олег Туранський               |
| 2011 | т/с «Єфросинія» (Росія-Україна)       | метрдотель (епізод)                     | Максим Мокрушев               |
| 2012 | т/с «Пристрасті по Чапаю»             | Табачников, ад'ютант генерала Мансурова | Сергій Щєрбін                 |
| 2012 | т/с «Брат за брата-2» (Росія-Україна) | гастарбайтер Радік                      | Олег Туранський               |
| 2012 | т/с «Джамайка»                        | співробітник ППС                        | Ігор Забара, Олег Масленніков |
| 2015 | т/с «Останній яничар» (Росія-Україна) | охоронець                               | Антон Гойда                   |
| 2015 | т/с «Центральна лікарня» (Україна)    | син Терентійовича (епізод)              | Віра Яковенко                 |
| 2015 | т/с «Ніконов і Ко» (Україна)          | Костя Гуров (12 серія)                  | Тарас Ткаченко                |
| 2015 | т/с «Відділ 44» (Україна)             | Егор Литвинчук                          | Володимир Дощук               |

## Телепроєкти
- «Велика різниця по-українськи» (2011—2013)
- «Телефон довіри» (13 серія) (2012)
- «Супергерої» (2013)

## Озвучування

### Українською мовою
- «Пінгвіни Мадагаскару» (1—2 сезони) — Король Джуліан, Ріко, Рой, Король щурів (багатоголосе закадрове озвучення, СТБ)
- «Губка Боб Квадратні Штани» (1—9 сезони) — Губка Боб, Пан Крабс (багатоголосе закадрове озвучення, QTV)
- «Дивакуваті родичі» (7 сезон) — Тіммі Тернер, Дензел Крокер, Бабуся Бум Бум, Марк Чанг (багатоголосе закадрове озвучення, QTV)
- «Анти-Голод-Аква-Молодь» (1—8 сезони) — Майстер Шейк, Стів, Еморі (багатоголосе закадрове озвучення, QTV)
- «Планета Шин» (1 сезон) — Шин Естевес, Пінтор (багатоголосе закадрове озвучення, QTV)
- «Супертюрма!» (1—2 сезони) — Джаред, Еліс, Близнюки (багатоголосе закадрове озвучення, QTV)
- «Шоу Клівленда» — Клівленд Браун, Холт Ріктер, Лестер Крінклесак (багатоголосе закадрове озвучення, QTV)
- «Шаолінський двобій» (1—3 сезони) — Майстер Фунг, Джек Спайсер, Майстер Даші (багатоголосе закадрове озвучення, QTV)
- «Вторгнення Планктону» — Пульпо Каламарес, Криль Білл (багатоголосе закадрове озвучення, QTV)
- «Турбопес» — Кесвік, Шеф, Франциско, Оллі, Курячі мізки (багатоголосе закадрове озвучення, QTV)
- «Дайнофроз» — Том, Гладіус, Змій, Влад (багатоголосе закадрове озвучення, QTV)
- «Дракони: Вершники Берка» — Патяк, Рибоніг, Ведрон (багатоголосе закадрове озвучення, QTV)
- «Гріфіни» — Клівленд Браун (багатоголосе закадрове озвучення, QTV)
- «Бургерна Боба» (1—3 сезони) — Тіна Белчер, Джин Белчер, Тедді, Морт (багатоголосе закадрове озвучення, QTV)
- «Каспер і різдво привидів» — Спукі, Смердюх, Шмаркляк (багатоголосе закадрове озвучення, QTV)
- «Каспер і школа страху» — Смердюх, Джиммі, Алдер, Гаргулія, Бікі (багатоголосе закадрове озвучення, QTV)
- «Санджей і Крейг» — Санджей Пател, Ремінгтон Таффліпс, Пенні (багатоголосе закадрове озвучення, QTV)
- «Турбо» — Чет, Хлист, Занос, Тіто (багатоголосе закадрове озвучення, QTV)
- «Скажений бик» — Джоуї Ламотта (багатоголосе закадрове озвучення, Студія Омікрон)
- «Вусолапохвіст» — (озвучення, Сторі Ферст Продакшн на замовлення СТБ)

### Російською мовою
- «Тваринний сміх» — (російське озвучення, Сторі Ферст Продакшн на замовлення СТС\СТБ)